# Droit marocain

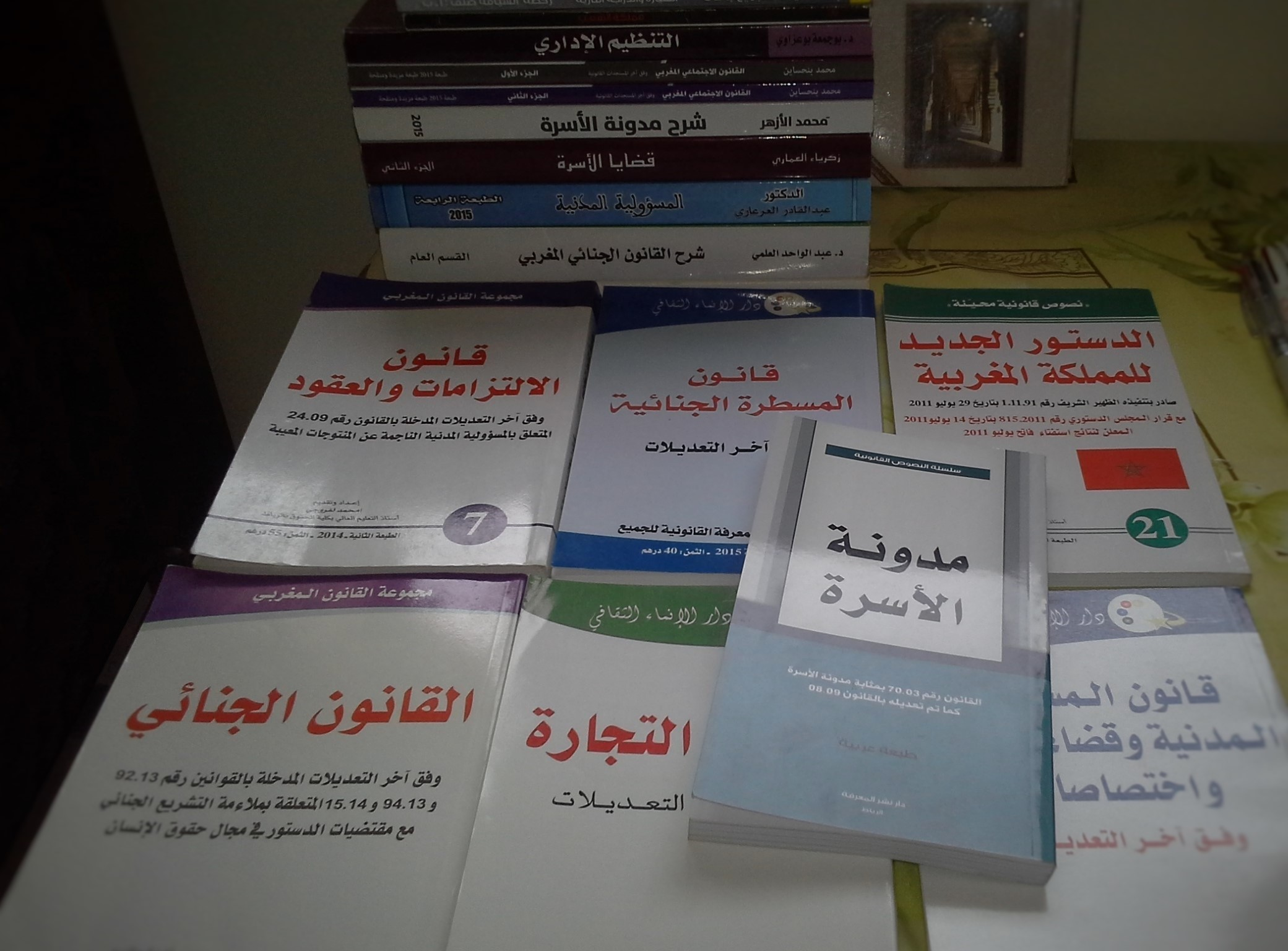
Codes marocains en arabe.

Le droit marocain est inspiré du droit français de tradition civiliste. Il connaît une évolution depuis 1913 et on assiste à l'apparition d'un droit positif plutôt que religieux. Les sources principales du droit marocain sont la Constitution, les décrets royaux (Dahir) et les lois votées par le parlement.

## Sources du droit

### Constitution
L'article 6, alinéa 2 dispose que « les principes de constitutionnalité, de hiérarchie et d’obligation de publicité des normes juridiques » sont affirmés. La Constitution est donc la loi suprême du pays.

### Législation
L'article 71 définit ce qui est du domaine de la loi, notamment :

« les libertés et droits fondamentaux prévus dans le préambule et dans d’autres articles de la présente Constitution, le statut de la famille et l’état civil, les principes et règles du système de santé, le régime des médias audio-visuels et de la presse sous toutes ses formes, l’amnistie, la nationalité et la condition des étrangers, la détermination des infractions et des peines qui leur sont applicables, l’organisation judiciaire et la création de nouvelles catégories de juridictions, la procédure civile et la procédure pénale, le régime pénitentiaire, le statut général de la fonction publique, les garanties fondamentales accordées aux fonctionnaires civils et militaires, le statut des services et forces de maintien de l’ordre, le régime des collectivités territoriales dont les principes de délimitation de leur ressort territorial, le régime électoral des collectivités territoriales, dont les principes du découpage des circonscriptions électorales, le régime fiscal et l’assiette, le taux et les modalités de recouvrement des impôts, le régime juridique de l’émission de la monnaie et le statut de la banque centrale, le régime des douanes, le régime des obligations civiles et commerciales, le droit des sociétés et des coopératives, les droits réels et les régimes des propriétés immobilières publiques, privées et collectives, le régime des transports, les relations de travail, la sécurité sociale, les accidents de travail et les maladies professionnelles, le régime des banques, des sociétés d’assurances et des mutuelles, le régime des technologies de l’information et de la communication, l’urbanisme et l’aménagement du territoire, les règles relatives à la gestion de l’environnement, à la protection des ressources naturelles et au développement durable, le régime des eaux et forêts et de la pêche, la détermination des orientations et de l’organisation générale de l’enseignement, de la recherche scientifique et de la formation professionnelle, la création des établissements publics et de toute autre personne morale de droit public, et la nationalisation d’entreprises et le régime des privatisations »

— Article 71 de la Constitution
Par ailleurs, le Parlement peut adopter des lois-cadres en matière économique, sociale, environnementale et culturelle de l’État.

### Règlements
L'article 72 de la Constitution dispose que :

« les matières autres que celles qui sont du domaine de la loi appartiennent au domaine réglementaire. »

— Article 72 de la Constitution

## Organisation juridictionnelle
L’ordre judiciaire marocain comprend à la base des juridictions dites de première instance (premier degré) et des juridictions de second degré (les cours d’appel) et, au sommet de cette organisation, on trouve la Cour de cassation.
- la Cour de cassation, composée de 6 chambres ;
- les Cours d’appel, au nombre de 23 ;
- les Tribunaux de première instance, au nombre de 84 ;
- les Centres des juges résidents, au nombre de 85.

En terme commercial, deux niveaux existent :
- les Cours d’appel de commerce, au nombre de 3 ;
- les Tribunaux commerciaux, au nombre de 8.

En terme administratif, deux niveaux existent également :
- les Cours d’appel administratives au nombre de 2 ;
- Tribunaux administratifs, au nombre de 7.

À côté de juridictions de droit commun, il y a des juridictions spécialisées et d’autres dites juridictions d'exception.

### Juridictions judiciaires

#### Juridictions du premier degré
Les tribunaux des premières instances sont compétents pour toutes les affaires civiles personnelles  et en matière de succession, le droit commercial et social, et, en première et dernière instance ou en appel.
Les tribunaux de commerce qui sont saisis pour les conflits entre les commerçants, impliquant une activité économique. Il est aussi compétent pour les disputes entre associés d'une entreprise et pour les affaires liées aux effets du commerce. Ils sont compétents pour juger, en première et dernière instance, les affaires qui n'excèdent pas les 20 000 dirham.
Les tribunaux communaux et de districts sont compétents pour juger les actions immobilières contre les individus qui résident dans leur juridiction. La valeur de la plainte doit être inférieure à 1 000 dirham.

#### Cour d'appel
Elles prennent connaissance des affaires criminelles et des appels formés contre les jugements rendus par les tribunaux de première instance.

#### Cour de cassation
La Cour de cassation (anciennement nommée Cour suprême) est compétente pour :
- les pourvois en cassation des décisions de la Cour d'appel ;
- les recours en annulation des décisions du Premier ministre ;
- les conflits entre juridiction pour les Cours directement inférieures à la Cour suprême ;
- les plaintes formées contre les magistrats des autres cours ;
- les procédures visant à exclure un juge pour conflit d'intérêts ;
- et les procédures visant à exclure un juge pour des raisons de sécurité publique ou pour la bonne administration de la justice.

### Tribunaux administratifs
Les tribunaux administratifs sont compétents pour rendre des décisions en matière d'annulation d'actes administratifs, de conflits liés aux contrats administratifs, de plaintes pour compensation des préjudices causés par les actes et activités des entités publique, et de contrôle de la légalité des actes administratifs.

### Autres juridictions
Parmi les autres juridictions se trouvent la Cour spéciale de justice, compétente dans les affaires impliquant les magistrats et les employés du gouvernement (corruption, etc.) ; la Haute Cour, compétente pour les crimes et délits commis par les membres du gouvernement durant l’exercice de leurs fonctions ; le Tribunal permanent des forces armées royales, compétente en matière d'usage non autorisé des armes à feu et des crimes commis par les soldats ; et la Cour des comptes qui surveille la mise en œuvre du budget.

## Sources

## Compléments

### Lectures approfondies
- Mohieddine Amzazi, Essai sur le système pénal marocain, Rabat, Centre Jacques-Berque, coll. « Description du Maghreb », 2013, 232 p. (ISBN 9791092046076 et 9791092046069, lire en ligne).